# Lễ hội Báo bản làng Nộn Khê
Lễ hội báo bản Nộn Khê là một lễ hội tại làng Nộn Khê thuộc xã Yên Từ, huyện Yên Mô, tỉnh Ninh Bình. Theo truyền thống thì mỗi năm vào ngày 14 tháng giêng âm lịch thì lễ hội này đều được tổ chức.

## Lịch sử
Sở dĩ có cái tên Nộn Khê / 嫩 溪 / là từ thời Lê Thánh Tông (1470 – 1497), một số dân từ đất Lục Nộn, Nam Châu (nay thuộc thị xã Duy Tiên, tỉnh Hà Nam), di cư đến vùng đất gần khu vực đê Hồng Đức (thuộc xã Yên Từ, huyện Yên Mô, Ninh Bình hiện nay) khai hoang, lập ấp, định cư tại đây và đặt tên làng là Nộn Khê để tưởng nhớ quê cũ của họ là Lục Nộn và nơi mới đến Côi Khê. Theo định nghĩa thì "Nộn" là non trẻ, "Khê" là khe suối. Nộn Khê có ý nghĩa là dòng suối mới khơi dòng, tươi mát...

## Ý nghĩa
Lễ hội Báo bản có mục đích là đền ơn báo đáp lại nguồn gốc, công ơn của các tiền nhân theo câu "uống nước nhớ nguồn". Dù có đi đâu, ở đâu đi nữa thì mỗi năm cứ đến ngày 13 và 14 tháng Giêng Âm lịch, trong ngày Hội làng, con cháu dòng dõi của làng đều cố gắng về quê tham dự Lễ hội.
Dân làng không chỉ dâng hương để tưởng nhớ các vị bậc tiền nhân đã có công khai phá, lập Làng, mà còn dâng hương để tưởng nhớ đến các liệt sĩ con cháu của làng đã hy sinh anh dũng trong các cuộc chiến tranh trường kì, bảo vệ quê hương, đất nước.
Lễ hội báo bản Nộn Khê còn liên kết các nét sinh hoạt văn hoá hoàn toàn độc đáo. Đây là thời khắc để trình diễn các bài thơ ca do chính những người dân trong làng sáng tác. Những con cháu của làng nếu do đi xa không về được nhưng có thể gửi thơ về và cũng được ban tổ chức cho người ngâm đọc hoặc chuyển thể lại thành các làn điệu dân ca để hát. Mỗi năm đêm ngày 13 tháng Giêng, Làng tổ chức ngâm thơ và ca múa nhạc trong Dạ hội văn nghệ "Tiếng hát quê hương". Ngày 14 tháng Giêng là ngày mà các sinh hoạt Lễ hội sôi động được diễn ra, bao gồm như rước kiệu, múa rồng, múa lân, võ vật, tổ tôm điếm, thi tay nghề... cùng với các hoạt động thể thao, như bóng đá, bóng chuyền, cầu lông, cờ tướng... Ngoài ra, còn có 2 buổi chợ đêm Cổng Đình (vào tối 12 và tối 13 tháng Giêng), thu hút hàng ngàn người từ các địa phương lân cận về gặp gỡ giao lưu, thưởng thức món ăn...
Lễ văn Báo bản cổ có bốn câu sau: 悲 蓬 伐 荻 ， 有 开 必 先 ， 决 居 永 奠 ， 功 德 不 迁 。Phiên âm Hán Việt: "Bi bồng phạt địch, Hữu khai tất tiên, Quyết cư vĩnh điện, Công đức bất thiên". Nghĩa là: Cắt cỏ phạt gai, đắp bờ mở lối, có công khai phá tự buổi ban đầu, lập nên cơ sở vững chắc dài lâu, công đức ấy không bao bao giờ thay đổi.